# プルームジット・ティンカオ
プルームジット・ティンカオ（Pleumjit Thinkaow, 1983年11月9日 - ）は、タイの女子バレーボール選手。元タイ王国代表。

## 来歴
アントン県出身。アテネオリンピック世界最終予選でタイ女子代表のエースとして活躍。本大会出場はならなかったものの、チームの5位（8カ国中）に貢献。
ワールドグランプリ 2006、ドーハアジア大会2006にも出場した。2007年9月のアジア選手権で銅メダル獲得に貢献し、自身もベストブロッカー賞を受賞した。同年のワールドカップに出場した。2009年、アジア選手権ではタイを初優勝に導いた。2010年の世界選手権、2013年のグラチャンなどにも出場した。2015年9月のアジアクラブ選手権で金メダルを獲得し、自身も大会MVPに選ばれた。ミドルブロッカーでありながら、強力なジャンプサーブを打つ。
星座がさそり座ということもあって、左腕にはさそりのタトゥーがある。
2021年に代表引退。

## 球歴
- 世界選手権 - 2002年、2010年、2018年
- ワールドカップ - 2007年
- グラチャン - 2009年、2013年
- アジア選手権 - 2001年、2003年、2005年、2007年、2009年、2011年、2013年、2015年、2017年

## 受賞歴
- 2007年 - アジア選手権　ベストブロッカー賞
- 2007年 - アジアクラブ選手権　ベストサーバー賞
- 2013年 - グラチャン ベストミドルブロッカー賞
- 2015年 - アジア選手権　ベストミドルブロッカー賞
- 2015年 - アジアクラブ選手権（英語版） MVP

## 所属クラブ
- Hong Her club（2004-2005年）
- Aurum club（2005-2006年）
- バンコク（英語版）
- Tan Hao club（2006-2007年）
- Konya Ereğli club（2007-2010年）
- フェーダーブラウ（英語版）（2010-2011年）
- シュプリーム（英語版）（2011-2014年）
- 福建（中国語版）（2011-2012年）
- イトゥサチ・バクー（2012-2014年）
- バンコクグラス（英語版）（2014-2018年）
- シュプリーム（英語版）（2018-）